# Rynarcice (gromada)
Rynarcice – dawna gromada, czyli najmniejsza jednostka podziału terytorialnego Polskiej Rzeczypospolitej Ludowej w latach 1954–1972.
Gromady, z gromadzkimi radami narodowymi (GRN) jako organami władzy najniższego stopnia na wsi, funkcjonowały od reformy reorganizującej administrację wiejską przeprowadzonej jesienią 1954 do momentu ich zniesienia z dniem 1 stycznia 1973, tym samym wypierając organizację gminną w latach 1954–1972.
Gromadę Rynarcice z siedzibą GRN w Rynarcicach utworzono – jako jedną z 8759 gromad na obszarze Polski – w powiecie lubińskim w woj. wrocławskim, na mocy uchwały nr 20/54 WRN we Wrocławiu z dnia 2 października 1954. W skład jednostki weszły obszary dotychczasowych gromad Rynarcice, Juszowice, Mleczno, Pielgrzymów, Pieszkowice, Żelazny Most i Koźlice (bez przysiółka Zalesie i bez parceli nr 14 karty 25 obrębu Lubin o obszarze 9,5 ha) ze zniesionej gminy Rynarcice oraz grunty PGR Gilów o powierzchni 303,26 ha z miasta Lubina – w tymże powiecie. Dla gromady ustalono 13 członków gromadzkiej rady narodowej.
1 lipca 1968 gromadę zniesiono, a jej obszar włączono do gromady Rudna, oprócz wsi Pieszkowice, którą włączono do gromady Polkowice w tymże powiecie.